# Orville (Loiret)
Orville – miejscowość i gmina we Francji, w Regionie Centralnym, w departamencie Loiret.
Według danych na rok 1990 gminę zamieszkiwały 103 osoby, a gęstość zaludnienia wynosiła 14 osób/km² (wśród 1842 gmin Centre, Orville plasuje się na 1029. miejscu pod względem liczby ludności, natomiast pod względem powierzchni na miejscu 1268.).